# Науэн, Хайнрих
Хайнрих Науэн (нем. Heinrich Nauen; 1 июня 1880, Крефельд — 26 ноября 1940, Калькар) — немецкий художник, педагог, яркий представитель рейнского экспрессионизма; творчество включает живописные полотна, акварели, рисунки, печатную графику, монументальную живопись, мозаику и прикладное художественное ремесло.

## Жизнь и творчество
Родился в семье пекаря. В 1898 поступил в дюссельдорфскую Академию искусств. В 1899 брал частные уроке в Мюнхене, в 1900—1902 продолжил образование в штутгартской Академии. После этого присоединился к членам бельгийской художественной Латемской школы, группировавшейся вокруг скульптора Жоржа Минне в фламандском городке Синт-Мартенс-Латем. В апреле 1905 года, после своей свадьбы с художницей Марией Малаховской, он с женой приехал в Париж, где в течение длительного времени изучал живопись импрессионистов и зарождающийся фовизм.
В начале 1906 года переехал в Берлин, стал членом движения Берлинский сецессион, близко сошёлся с Эмилем Нольде, вёл дискуссии с Максом Бекманом о новом искусстве. Весну и лето обычно проводил на родине, в Рейнланде. Здесь, в своей небольшой мастерской близ Крефельда, в 1909 году написал крупноформатное полотно Урожай, которое выставил в 1910 году в Париже, благодаря чему заслужил положительную оценку в письме А. Матисса. В 1911 году окончательно покинул Берлин и вернулся на нижний Рейн, поселился в замке Дильборн, вблизи Брюггена. В Дилборне его посещали Генрих Кампендонк, Эрих Хеккель, Франц Марк, Гельмут Маке и Август Макке. В. Кезбах, директор дюссельдорфской Академии в 1924—1933 годах, купил для своего заведения ряд его работ. В 1913 году участвовал в организованной А. Макке боннской выставке «Рейнский экспрессионизм», в 1921 — в легендарной кёльнской «выставке Зондербунда». Совершив новую поездку в Париж, познакомился с живописью А. Матисса и кубистов. Первая персональная выставка состоялась в 1914 году в Дюссельдорфе: были показаны написанные в 1912—1913 годах для замка Дрове близ Дюрена 6 крупноформатных полотен, ныне считающиеся одними из лучших его экспрессионистских произведений. С началом Первой мировой войны был мобилизован и солдатом отправлен на фронт, где отравлен во время газовой атаки. После длительного лечения был отстранён от действительной службы и до конца войны оставался «военным художником». После окончания войны в 1918 году стал одним из основателей художественной группы Молодой Рейнланд.
В 1921—1937 — профессор в Художественной академии Дюссельдорфа, где преподавал вместе с такими мастерами, как Генрих Кампендонк, Пауль Клее и Отто Дикс. После прихода в Германии к власти национал-социалистов подвергся преследованиям; в 1937 году его работы выставлялись нацистами на презентации Дегенеративное искусство, а сам Науэн принудительно уволен и отправлен на пенсию. Последние годы жизни художника прошли в городе Калькар, здесь он и похоронен. Памятник на могиле художника — работы Йозефа Бойса.

## Избранные работы
- 1909, Автопортрет, Крефельд, музей Кайзера Вильгельма
- 1911, Осенний лес, Бонн, Художественный музей
- 1912, Тюльпаны, Мёнхенгладбах, городская галерея Абтайберг
- 1912/13, Битва амазонок, Крефельд, музей Кайзера Вильгельма
- 1912/13, Купающиеся, Крефельд, музей Кайзера Вильгельма
- 1912/13, В саду, Крефельд, музей Кайзера Вильгельма
- 1912/13, В гостях, Крефельд, музей Кайзера Вильгельма
- 1912/13, Оплакивание Христа, Крефельд, музей Кайзера Вильгельма
- 1912/13, Урожай, Крефельд, музей Кайзера Вильгельма
- 1913, В саду, Мёнхенгладбах, городская галерея Абтайберг
- 1913, Натюрморт с фруктами в синем цвете, Мёнхенгладбах, городская галерея Абтайберг
- 1914, Добросердечный самаритянин, Кёльн, музей Вальраф-Рихарц
- 1919, Портрет Христиана Рольфса, Хаген, музей Карла Эрнста
- 1915, Дильборнский парк, Нёйс, музей Клеменса Зельса
- 1925, Подсолнечники в глиняном кувшине, Дюссельдорф, музей Кунст-Палас
- 1938, Паводок на Нижнем Пейне, Калькар, Городской музей